# Nolina greenei
Nolina greenei es una especie de planta con rizoma de la familia de las asparagáceas. Es originaria de  Norteamérica.

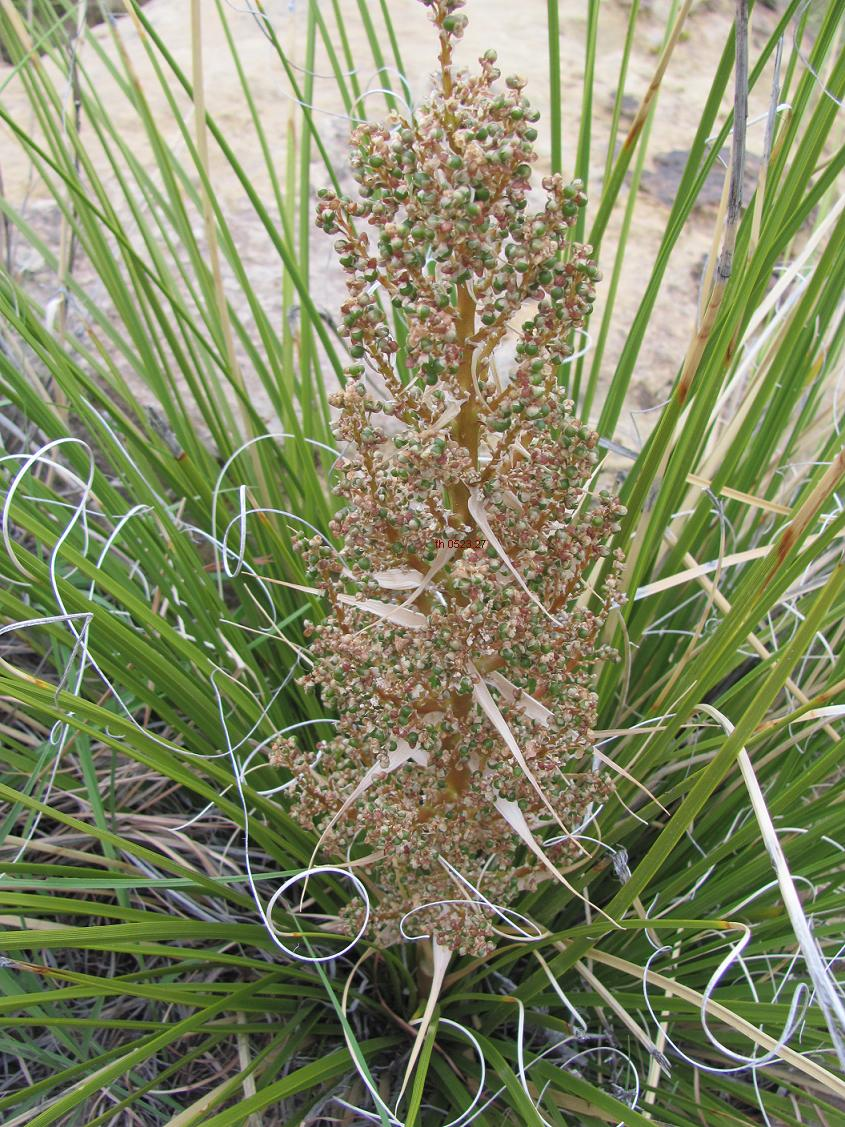
Detalle de inflorescencia

## Descripción
Es una planta casi sin tallo, cespitosa, en rosetas verticales, con caudices subterráneos, ramificados. La hoja con forma de alambre, dura o un poco laxa, cóncavo-convexa, de 45-90 (-110) cm x (4 -) 5-8 mm, no glaucas, márgenes de forma remota con dientes cartilaginosos. Es escapo de  0.5-2 dm. Las inflorescencias paniculadas, con brácteas persistentes. Las flores con pétalos blancos, a veces con venas púrpura, de 2.2-3.3 mm. El fruto en cápsulas hialinas, de pared delgada. Semillas de color bronce con tinte rojo, redonda.

## Distribución y hábitat
La floración se produce a finales de la primavera, en lugares rocosos, laderas de piedra caliza, en los flujos volcánicos, entre enebros, pino piñonero y bosques de encino y en los pastizales adyacentes; a una altitud de 1200 - 1900 metros en Colorado, Nuevo México y Oklahoma.

## Taxonomía
Nolina greenei fue descrita por S.Watson ex Wooton & Standl. y publicado en Proceedings of the American Philosophical Society 50(200): 418–419, en el año 1911.
Etimología
Nolina: nombre genérico otorgado en honor del botánico francés  Abbé P. C. Nolin, coautor del trabajo publicado 1755 Essai sur l'agricultura moderne.
greenei: epíteto otorgado en honor del botánico